# Danh sách nhà văn Ấn Độ
  Đây là danh sách các nhà văn đáng chú ý đến từ Ấn Độ hoặc có quốc tịch Ấn Độ. Tên được sắp xếp theo họ.
Đây là một danh sách chưa hoàn tất, và có thể sẽ không bao giờ thỏa mãn yêu cầu hoàn tất. Bạn có thể đóng góp bằng cách mở rộng nó bằng các thông tin đáng tin cậy.

## A
- Khwaja Ahmad Abbas
- Maghfoor Ahmad Ajazi
- Syed Mujtaba Ali
- Aga Shahid Ali
- Amit Abraham
- Anand
- Lalithambika Antharjanam
- Anurag Anand
- M. P. Appan
- Aravind Adiga
- Saeed Ahmad Akbarabadi
- B. R. Ambedkar
- Mulk Raj Anand
- Asloob Ahmad Ansari
- Anjana Appachana
- A. Ayyappan
- Sukumar Azhikode

## B
- Harivansh Rai Bachchan
- Balakumaran
- C. V. Balakrishnan
- P. K. Balakrishnan
- Tarasankar Bandyopadhyay
- Vaikom Muhammed Basheer
- Kunal Basu
- Rambriksh Benipuri
- Chetan Bhagat
- Jagadish Bhagwati
- Mannu Bhandari
- Thoppil Bhasi
- Jagadish Chandra Bose
- Bhikhari Thakur
- Bibhutibhushan Bandopadhyay
- Birendra Kumar Bhattacharya
- Chetan Bhagat
- Anuradha Bhattacharyya
- Abhijit Bhaduri
- Samit Basu
- Ashok Banker
- Ram Prasad Bismil
- Ruskin Bond

## C
- Nirad C. Chaudhuri
- Anuja Chauhan
- Bankim Chandra Chattopadhyay
- Sarat Chandra Chattopadhyay
- Upamanyu Chatterjee
- Rajat Chaudhuri
- Gopal Chhotray
- Pavan Choudary
- Ismat Chugtai
- Sitaram Chaturvedi
- Satyapal Chandra
- Neelam Saxena Chandra
- Subhash Chandran
- Amit Chaudhuri
- Vikram Chandra
- R. Chudamani
- Balachandran Chullikkadu

## D
- Debashis Chatterjee
- Bakhtiar Dadabhoy
- Kamala Das
- Parichay Das
- Manoj Das
- David Davidar
- Mohan Deep
- Anita Desai
- Kiran Desai
- Ashapurna Devi
- Mahasweta Devi
- Kewal Dheer
- Ramdhari Singh Dinkar
- Kartar Singh Duggal
- Hazari Prasad Dwivedi
- Durjoy Datta
- Vish Dhamija
- Mukul Deva
- Esther David
- Abdul Qavi Desnavi
- Purushottam Laxman Deshpande
- Bhabananda Deka
- Gurucharan Das
- Nalini Prava Deka
- Shobha De
- Syed Muhammad Miyan Deobandi
- Nirupama Devi
- Indira Dangi
- T.K. Doraiswamy
- Venu V. Desom

## E
- Thunchaththu Ezhuthachan

## F
- Shahnaz Fatmi
- Mehr Lal Soni Zia Fatehabadi

## G
- Narayan Gangopadhyay
- Mridula Garg
- K. M. George
- V. V. Giri
- Amitav Ghosh
- Ramchandra Guha
- Bishwanath Ghosh
- Sunil Gangopadhyay
- Madan Gopal Gandhi
- Manazir Ahsan Gilani
- Shantanu Gupta
- Indira Goswami
- Teji Grover
- Gulzar
- Rajan Gurukkal

## H
- Surjit Hans
- Sri Krishna Rai Hridyesh
- Baby Halder
- Hari Kumar K
- Rafiq Husain
- Qurratulain Hyder

## I
- Imayam
- Ulloor S. Parameswara Iyer

## J
- Kamalakanta Jena
- Radhika Jha
- Raj Kamal Jha
- Ramesh Chandra Jha
- Jeyamohan
- Jayakanthan
- Janardhana Maharshi
- Ki. Va. Jagannathan
- C. L. Jose
- Arun Joshi
- Anees Jung

## K
- N. N. Kakkad
- Kakkanadan
- Akbar Kakkattil
- Binod Kanungo
- Manju Kapur
- Pawan Karan
- Madhur Kapila
- Shiv Khera
- Kalki Krishnamurthy
- Thiru. V. Kalyanasundaram
- Swati Kaushal
- P. Kesavadev
- Ki. Rajanarayanan
- Kovilan
- Kuvempu
- Mukul Kesavan
- Uma Krishnaswami
- Kannadasan
- Kusumagraj
- Kalaignar M. Karunanidhi
- U. A. Khader
- Masud Husain Khan
- Moniruddin Khan
- Vishnu Sakharam Khandekar
- Ramendra Kumar
- Priya Kumar

## L
- Jhumpa Lahiri
- P. Lankesh
- La Sa Ra

## M
- Madhan
- Rafeeq Mangalassery
- Amulya Malladi
- Kiran Manral
- V. J. Mathews
- Rooma Mehra
- Sudha Menon
- Rohinton Mistry
- Bimal Mitra
- Ashoka Mitran
- Qazi Athar Mubarakpuri
- P. F. Mathews
- Oyyarathu Chandu Menon
- Dantu Muralikrishna
- Shaiju Mathew
- Shailesh Matiyani
- Suketu Mehta
- Laxmi Narayan Mishra
- Ruchita Misra
- Gopinath Mohanty
- Jagadish Mohanty
- Kanhu Charan Mohanty
- Surendra Mohanty
- Sudha Murthy
- Pankaj Mishra

## N
- Anand Neelakantan
- Amrit Lal Nagar
- Kiran Nagarkar
- Vijay Nahar
- V. S. Naipaul
- Anita Nair
- M. T. Vasudevan Nair
- Gopi Chand Narang
- R. K. Narayan
- Era Natarasan
- Bhalchandra Nemade
- Fuzail Ahmad Nasiri
- Zafar Ahmad Nizami
- Charu Nivedita
- Nanjil Nadan
- Akshay Nair

## P
- Mrinal Pande
- Srinu Pandranki
- Meghna Pant
- Indira Parthasarathy
- Vasudha Patil
- Basharat Peer
- Thakazhi Sivasankara Pillai
- Joygopal Podder
- S. K. Pottekkatt
- Jayshankar Prasad
- Ajay Prabhakar
- Ravindra Prabhat
- Tapan Kumar Pradhan
- Uday Prakash
- R. Prasannan
- Maitreyi Pushpa
- Munshi Premchand
- Amrita Pritam
- Nalini Priyadarshni
- Pudhumaipithan

## Q
- Sayyid Ahmedullah Qadri
- Syed Azhar Shah Qaiser

## R
- Sarvepalli Radhakrishnan
- Pa. Raghavan
- Hakim Syed Zillur Rahman
- Kuber Nath Rai
- Sara Rai
- S. Ramakrishnan
- Keshava Reddy
- Anil K. Rajvanshi
- Raja Rao
- Rajashree
- Christopher Raja
- Sundara Ramasami
- Abdul Rasheed
- Satyajit Ray
- Sukumar Ray
- Tushar Raheja
- Brajanath Ratha
- C. Rajagopalachari
- Vakkantham Suryanarayana Rao
- Arundhati Roy
- Salman Rushdie
- Pankaj Rag
- Viveki Rai
- Pratibha Ray
- Syed Mehboob Rizwi
- Malik Ram
- Purabi Roy

## S
- Kottarathil Sankunni
- Acharya Ramlochan Saran
- Sithara S.
- Padma Sachdev
- Shashi Bhushan Sahai
- Gita Sahgal
- Ashwin Sanghi
- Gnani Sankaran
- Debashis Sarkar
- Prabhat Ranjan Sarkar
- Mandakranta Sen
- Sandilyan
- Mahapandit Rahul Sankrityayan
- Sarojini Sahoo
- Fakir Mohan Senapati
- Vikram Seth
- Mahamahopadhyaya Pandit Ram Avatar Sharma
- Preeti Shenoy
- Preeti Singh
- Gaurav Sharma
- Lakshmi Raj Sharma
- Pandit Devendranath Sharma
- Pandit Nalin Vilochan Sharma
- Partap Sharma
- Ram Karan Sharma
- Ram Sharan Sharma
- Ram Vilas Sharma
- Hemant Shesh
- Kedarnath Singh
- Khushwant Singh
- Ravinder Singh
- Rustam Singh
- Srijan Pal Singh
- Karnail Singh Somal
- Mridula Sinha
- Acharya Shukla
- Melanie Silgardo
- Balmiki Prasad Singh
- Vijendra Narayan Singh
- Vishnu Vaman Shirwadkar
- Vandana Shiva
- Subha (writers)
- Sujatha
- Thi. Ka. Sivasankaran
- Padma Rao Sundarji
- Indra Sinha
- Indradeep Sinha
- Amit Shankar
- Nandini Sahu
- Nikita Singh
- Nina Sibal
- Sri Lal Sukla
- Vikas Swarup

## T
- Rabindranath Tagore
- Rajesh Talwar
- Amish Tripathi
- Vijay Tendulkar
- Tanikella Bharani
- Shashi Tharoor
- Aroon Tikekar
- Gajendra Thakur
- Anshuman Tiwari
- Mark Tully
- Ira Trivedi

## U
- Thrity Umrigar
- Harilal Upadhyay

## V
- Vaidehi
- Vaisakhan
- Atal Bihari Vajpai
- Amit Varma
- Vannadhasan
- Yandamuri Veerendranath
- Nidudavolu Venkatarao
- S. Venkatesan
- Nirmal Verma
- Vijayakrishnan
- O. V. Vijayan
- Rishi Vohra
- Mahadevi Verma

## W
- Raza Naqvi Wahi

## Y
- Kulpreet Yadav
- Yashpal